# Michael Smolik
Michael Smolik (* 28. Juli 1991 in Crailsheim) ist ein deutscher Mixed-Martial-Arts-Kämpfer im Schwergewicht, der bei der GMC unter Vertrag steht. Er ist ehemaliger Europa- und Weltmeister im Kickboxen.
Ende August 2020 beendete Smolik seine Karriere im Profikickboxen. Er ist seitdem bei der German MMA Championship (GMC), aktiv.

## Leben
Smolik ist polnischer Abstammung. Sein Vater Jan Smolik war einer der besten Taekwondo-Kämpfer in Polen.
Michael Smolik wurde bereits im Alter von drei Jahren zusammen mit seinem Bruder von seinem Vater trainiert. Ab dem fünften Lebensjahr begann er mit dem Training im Taekwondo. Nach dem Wechsel zum Kickboxen errang er 2012 in Orlando seinen ersten WM-Titel als Amateur bei der World Kickboxing and Karate Union. Nach weiteren WM-Siegen als Amateur im Leichtkontakt, Vollkontakt und K-1 Rules gewann er im September 2014 seinen ersten Profikampf nach nur wenigen Sekunden durch Knockout.
Seit Anfang 2015 wurde Smolik von Pavlica und Mladen Steko in München trainiert. Da sein Dienstherr das Kickboxen wegen der Verletzungsgefahr nicht als Nebentätigkeit genehmigte, gab Smolik zum 1. März 2016 seinen Beruf als Polizist auf. In der Nacht vom 10. auf den 11. September 2016 gewann er durch Knockout gegen Luca Panto in der ersten Runde seinen ersten WM-Titel im Superschwergewicht bei den Profis. Wegen seiner K.-o.-Siege meist nach wenigen Sekunden und seines offensiven Kampfstils trägt Smolik den Kampfnamen Flying Badboy und Die K.-o.-Maschine. Er hält den Weltrekord für das schnellste Knockout nach Sekunden. Bei seinem Kampf am 1. Juli 2017 in der Münchner Zenith-Halle brauchte er 3 Sekunden für seinen K.-o.-Sieg nach Beginn des Kampfes.
Neben seiner Tätigkeit als Kämpfer trainiert Smolik Nachwuchstalente und engagiert sich für soziale Projekte. Zudem wirkte er bei der Fernsehserie Die Ruhrpottwache mit.
Am 4. Mai 2019 wurde bekannt, dass Michael Smolik einen Vertrag bei einer der größten Kickboxorganisationen Glory unterschrieben hat. Zeitgleich trennte er sich von seinem bisherigen Trainer und Manager Mladen Steko. Am 12. Oktober 2019 kämpfte Michael Smolik in Düsseldorf bei Glory 69 gegen Mohamed Abdallah. Diesen Kampf gewann er nach Punkten.
Am 22. Mai 2021 erfolgte sein MMA-Debüt im Schwergewicht gegen Adnan Alic bei der GMC 25, welches er in der ersten Runde durch TKO gewann. Am 27. November 2021 kämpfte Smolik im Halbschwergewicht gegen Alexander Wesner bei der GMC 26, den er einstimmig nach Punkten besiegte.
Am 21. Juni 2022 war er bei der Quizsendung Gefragt – Gejagt im Ersten zu Gast.
Im Oktober 2023 wurde Smolik ein Hirntumor operativ entfernt.
Am 18. November 2024 startet eine neue Staffel der TV-Scripted-Reality-Serie Auf Streife – Die neuen Einsätze mit Smolik in der Rolle eines Polizisten.

## Musik
Smolik veröffentlichte im Dezember 2019 seine Debütsingle Deine Chance, gefolgt von Au Revoir mit Bianca Jenny im August 2020 sowie Kämpfer und Miss Rollercoaster ft. Moné Blak im Jahr 2021.

## YouTube
Smolik startete am 25. August 2015 seinen YouTube-Kanal und hat seitdem über 812.000 Abonnenten und 165 Mio. Aufrufe angesammelt (Stand: 14. April 2023).

## Werke
- Michael Smolik, Markus Voigt: Kämpfer mit Herz: 8 Grundprinzipien des Erfolges. Independently published, 2017, ISBN 978-1-5212-3055-8.
- Michael Smolik, Markus Voigt: Rückschlag ohne Knockout.

Erfolge 
wku Weltmeister : 3 Titelverteidigungen